# Dux. Casanova in Boemia
Dux. Casanova in Boemia è un racconto dello scrittore italiano Sebastiano Vassalli pubblicato la prima volta nel 2002. Narra la storia, a metà tra biografia e romanzo, degli ultimi anni di vita di Giacomo Casanova, trascorsi in Boemia sotto la protezione del conte di Waldstein. Il titolo si riferisce al paese boemo, Dux oggi Duchcov, in cui egli combatte la sua ultima battaglia: quella contro le "bestie boeme", ovvero i coinquilini del castello.

## Contenuto
Settembre 1785. Un ormai anziano Giacomo Casanova si stabilisce nel castello del conte Joseph-Charles Emmanuel di Waldstein, a Dux. Qui trascorre gli ultimi anni della sua vita alternando la scrittura dei suoi romanzi ai litigi con i suoi conviviali: il maggiordomo del castello Feltkircher, l'amministratore Stelzl, il corriere Wiederholt e la guardarobiera Carolina.
La sua ultima grande battaglia, quella contro le "bestie boeme" (così chiamate dallo stesso Casanova), ha luogo tra le mura del castello, soprattutto nella sala da pranzo, dove la sua incapacità di parlare tedesco gli impedisce la comunicazione, escludendolo dai discorsi dei commensali.
Oltre al danno, la beffa: uno dei suoi due acerrimi nemici, Wiederholt o Feltkircher, fa scempio dei suoi ritratti utilizzandoli come carta igienica. Profondamente offeso egli si rivolge alla contessa madre Marie Anna Therese di Waldstein che, per corrispondenza,  lo tratta in modo comprensivo e amichevole, ma solo perché cerca in lui un alleato per convincere suo figlio a cacciare la sua amante Carolina e a sposarsi con Marie Josepha Lobkowitz. 
Incontratolo dal vivo in occasione dell'incoronazione ad imperatore di Leopoldo II d'Asburgo-Lorena, ella rimane delusa e quasi disgustata dall'averlo trattato con tanto calore e subito dopo la fine dei festeggiamenti decide di recarsi al castello del figlio, per riportare l'ordine.
Col passare del tempo e la partenza di alcuni abitanti del castello, la situazione di Giacomo Casanova migliora, anche grazie alle lettere scritte ai suoi "nemici-coinquilini", in cui sfoga la sua rabbia e umiliazione, esprimendo tutto ciò che pensa e prova. Morirà il 4 giugno del 1798 ormai riappacificato con i coinquilini.

## Edizioni
- Sebastiano Vassalli, Dux. Casanova in Boemia, collana L'Arcipelago, n. 1, Torino, Einaudi, 2002, ISBN 88-06-16278-0. Ospitato su archive.org.
- Sebastiano Vassalli, Dux. Casanova in Boemia, collana Alia, con testi inediti dell'autore, a cura di Roberto Cicala, n. 106, Novara, Interlinea, 2025, ISBN 978-88-6857-649-3.